# Агрегат обміну вагонеток у клітях
Агрегат обміну вагонеток у клітях (рос. агрегат обмена вагонеток в клетях) — сукупність механізмів, які призначені для погашення швидкості руху вагонеток, повної зупинки і утримання їх на прийомному майданчику під час руху кліті по стволу, а також заштовхування вагонеток у кліть при обміні їх у кліті. До агрегату входять два аналогічних вузли для обміну вагонеток відповідно у правій та лівій клітях.

Агрегат обміну вагонеток